# Anopheles harrisoni
Anopheles harrisoni is een muggensoort uit de familie van de steekmuggen (Culicidae). De wetenschappelijke naam van de soort is voor het eerst geldig gepubliceerd in 2007 door Harbach & Manguin.